# Rullbosjön
Rullbosjön är en sjö i Ljusdals kommun i Hälsingland och ingår i Ljusnans huvudavrinningsområde. Sjön har en area på 0,175 kvadratkilometer och ligger 339,3 meter över havet. Rullbosjön ligger i Voxnan Natura 2000-område. Sjön avvattnas av vattendraget Voxnan.

## Delavrinningsområde
Rullbosjön ingår i det delavrinningsområde (685224-145121) som SMHI kallar för Utloppet av Rullbosjön. Medelhöjden är 384 meter över havet och ytan är 5,08 kvadratkilometer. Räknas de 96 avrinningsområdena uppströms in blir den ackumulerade arean 641,7 kvadratkilometer. Voxnan som avvattnar avrinningsområdet har biflödesordning 2, vilket innebär att vattnet flödar genom totalt 2 vattendrag innan det når havet efter 191 kilometer. Avrinningsområdet består mestadels av skog (85 procent). Avrinningsområdet har 0,17 kvadratkilometer vattenytor vilket ger det en sjöprocent på 3,4 procent.